# Athaxia (banda)
Athaxia fue una banda de rock de Puerto Rico que se formó en enero de 2004 cuando luego de dos años de separación musical los ex – integrantes de Radical Sonora, Ian Ríos (voz), Vlado (bajo), Juan Ra (guitarra) y Java (batería), decidieron reencontrarse y crear una banda regida por el metal neoclásico, siguiendo lo trascendental del Heavy metal y el Hard rock, y crearon un desborde de emociones en el power metal. 
Athaxia en ese verano dio las primeras muestras de lo que es el comienzo de una nueva era de en la música puertorriqueña, también durante noviembre del 2004, la banda fue seleccionada como acto de apertura de la banda argentina Rata Blanca, una de las bandas más importantes a nivel mundial, en el Heavy Metal en español. En el 2005 los integrantes Juan Ra y Java se retiraron de la banda dando paso a Gadiel y JC en las guitarras, y a Bertito en la batería. También a principios de año, sale al mercado su primera producción, llegando a colocar el tema “Disfraz de Poder” en la estación de radio Alfa Rock y en varios programas de rock como La Escena (La X) y Frecuencias Alternas (Radio Universidad).
Este disco rápidamente se colocó entre los favoritos del público metal local, llegando a estar por varios meses entre los más vendidos de su género en la Isla. De igual forma, grabaron el tema “Sin Piedad”, que está incluido en varios compilados de bandas, tanto locales, como internacionales. 
El 2005 fue un año muy importante para la banda. En abril Athaxia fue invitada a tocar con la reconocida guitarrista argentina Carina Alfie, quien ha tocado con leyendas como Steve Vai (David Lee Roth Band) y Paul Gilbert (Mr. Big). En mayo participaron de la primera edición de la serie de conciertos Rocksessions @ Hard Rock Café, compartiendo tarima con grupos como Tavu y Black: Guayaba. En agosto fueron invitados a tocar en el concierto Rock Never Stop, en el Coliseo José Miguel Agrelot, junto a Cinderella, Quiet Riot, Ratt y Firehouse, lamentablemente, por razones de tiempo a última hora se decidió no tocar. Athaxia también participó de la serie de conciertos Todos Somos Rock, una iniciativa de Hard Rock Café, para ayudar a las víctimas del huracán Katrina.
Athaxia inició el 2006 en medio de unas pequeñas “vacaciones” que la banda tomó para escribir el material de su próximo disco. En marzo regresaron a los escenarios, presentándose en Sopranos Café ante sus fanes. En abril la banda fue nominada como Mejor Disco Heavy Metal, en los Premios Ixa y participaron como acto de apertura del grupo Ángeles del Infierno, en el Anfiteatro Tito Puente, recibiendo excelentes críticas del público, la prensa y los mismos Ángeles. Durante este concierto, Ian logró uno de sus sueños, al cantar a dúo con Ángeles el tema “Fuera de la ley”. Durante el verano Athaxia participó de varias giras como el Fragment Of Faith Tour y regresaron al Hard Rock Café a participar de la más reciente edición de los Rocksessions @ Hard Rock Café.
Para cerrar el 2006, Athaxia tuvo una presentación exitosa como banda telonera del grupo español Mägo de Oz en el mes de octubre y en noviembre formaron parte del Festival de Metal Boricua III, en el que compartieron tarima con grupos como Deadly Blessing, Omen y Twisted Tower Dire.
Durante el 2008, Athaxia volvió a compartir tarima con la banda española Mago de Oz, esta vez, en el legendario Coliseo Roberto Clemente, de San Juan.
En enero del 2009, Athaxia terminó su nuevo disco, titulado El fin de la inocencia. El mismo fue producido por Orlando Méndez, guitarrista del grupo Circo y Mitchell Morales, baterista de Cherry Clan, el mismo fue masterizado en los estudios La Nave de Oseberg, de Buenos Aires, Argentina. El mismo se presentó ante casa llena en el Hard Rock Cafe de San Juan, PR, el 14 de marzo de 2009.
A principios del 2010, Ian Ríos decidió disolver la banda para seguir una carrera profesional fuera de Puerto Rico. Presentaron su último espectáculo el 10 de abril del 2010 en Soprano's Sports bar, junto a Elements of Fear (entonces Mil Muertos) y Megadriel. 
En el 2015 Athaxia vuelve a reunirse, esta vez para servir de teloneros en concierto de las bandas cristianas Petra y Stryper el pasado 6 de junio. También están planificando varios proyectos para el 2016 y que incluye nuevo material.

## Discografía
- Athaxia EP (2005)
- El Fin De La Inocencia (2009)

## Compilaciones
- HMNP: Taking Back The Streets Vol 1 (2006)
- Brutal Noise Presenta Puerto Rock Vol. 1 (2007)
- Boom Magazine Summer Compilation 2008 (2008)
- Death Frog Studios Vol. 2 (2008)

- Datos: Q5710691